# Pundalik Naik

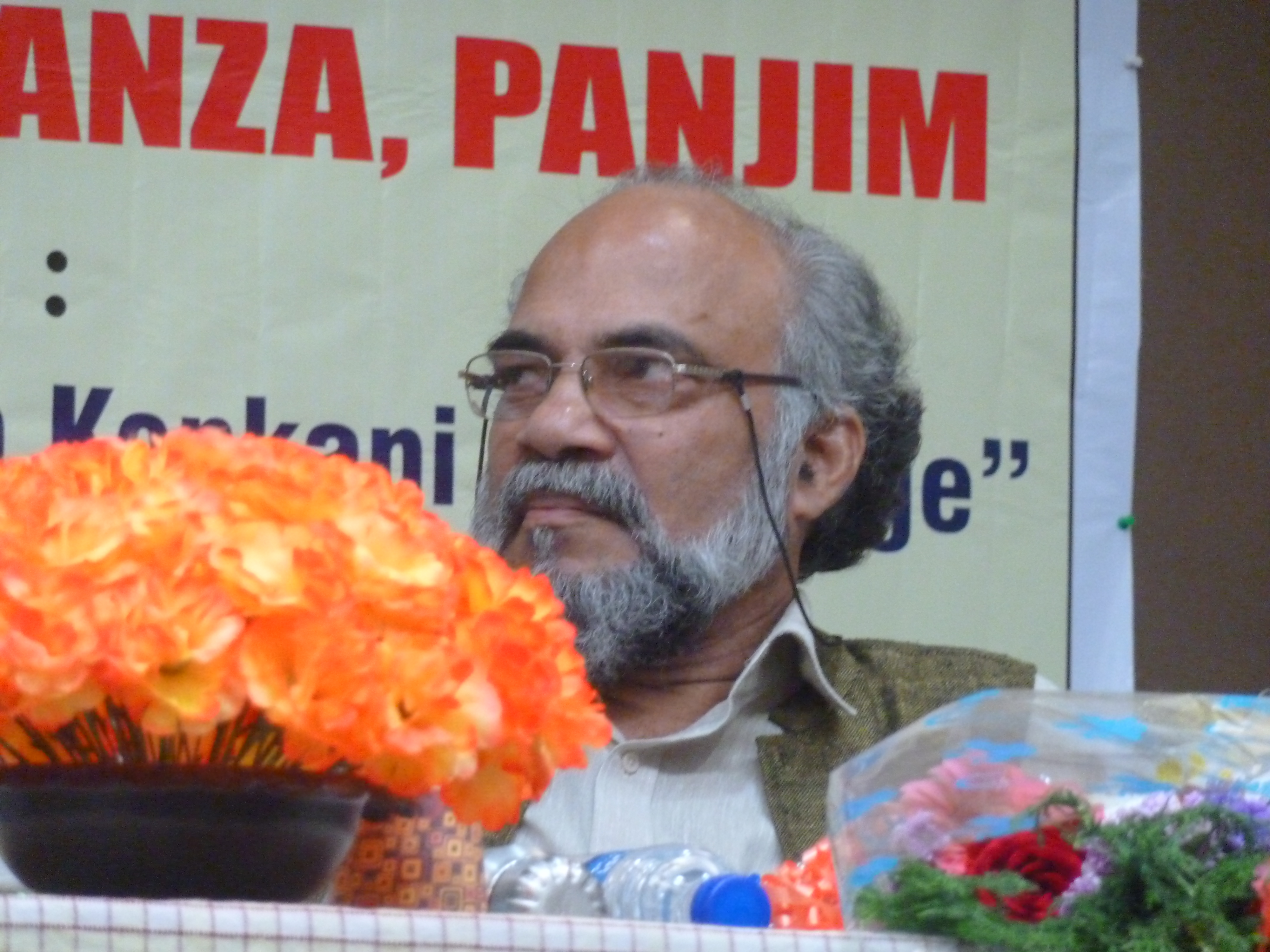
Pundalik Naik

Pundalik Narayan Naik (* 1952 im indischen Bundesstaat Goa) ist ein indischer Dichter, Kurzgeschichtenschreiber, Romaschreiber, Dramatiker und Drehbuchautor aus Goa. Er schrieb 40 Bücher und zwei Filme.
Naik ist seit 2002 Präsident der bundesstaatlichen Goa Konkani Akademi. Sein Roman Acchev(The Upheaval, 1977) und der erste Konkani Roman wurden ins Englische übersetzt.
Er gewann den Sahitya Akademi Award in Konkani für seine Arbeit, Chowrang, von 1984, verliehen von der nationalen Sahitya Akademi. Für sein Lebenswerk gewann er 2010 die Auszeichnung Gomant Sharda Puraskar.